# チャールズ・ウェスレー・ジュニア

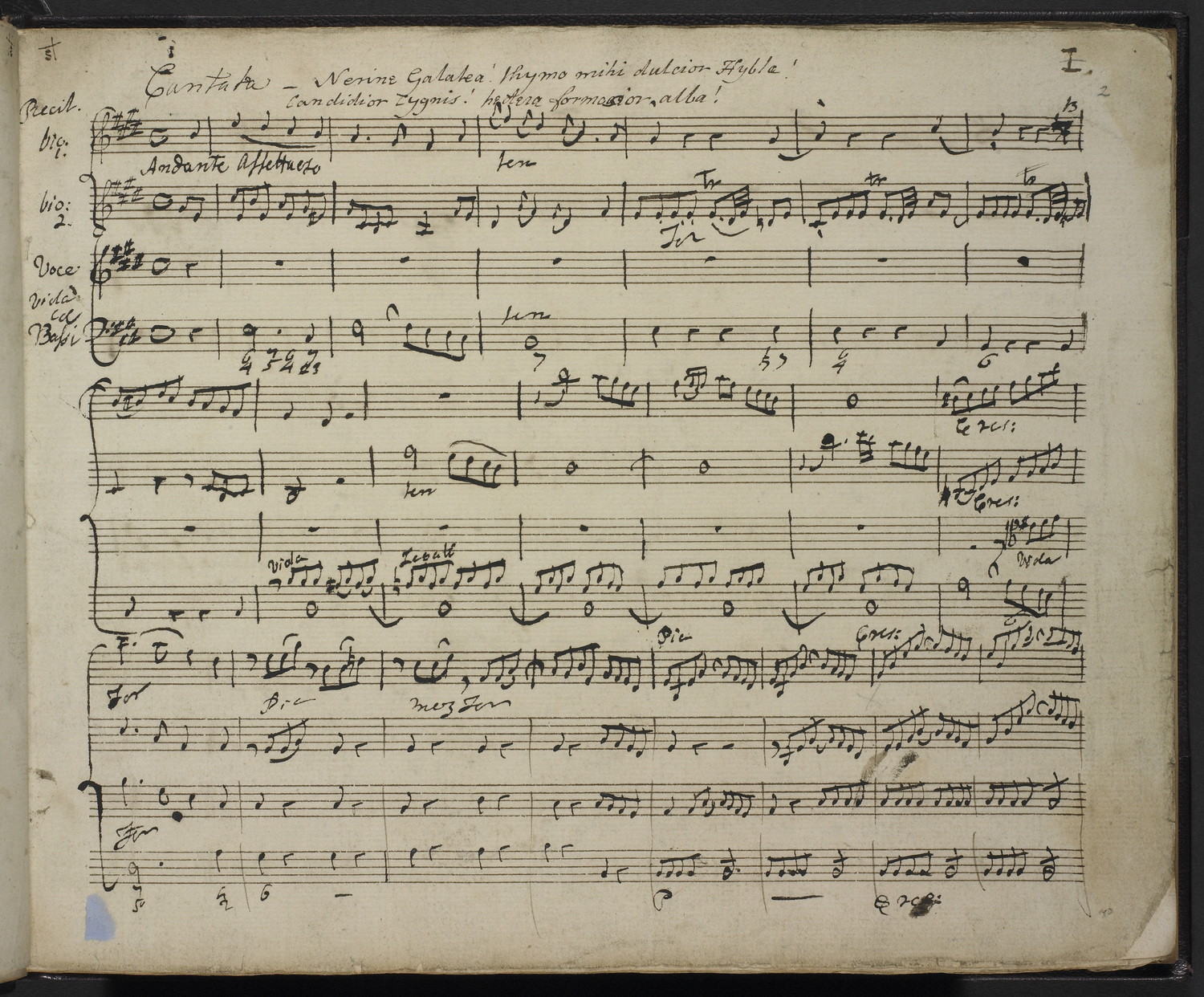
ウェスレーのカンタータ「The western sky was purpled o'er」自筆譜の最初のページ

チャールズ・ウェスレー・ジュニア（Charles Wesley junior 1757年12月11日 - 1834年5月23日）は、イングランドのオルガニスト、作曲家。

## 生涯
チャールズは、聖歌作曲の大家でありメソジズム創始者の1人でもあるチャールズ・ウェスレーの息子、そしてチャールズと同じくオルガニスト兼作曲家であったサミュエル・ウェスレーの兄である。チャールズは大抵の場合、彼よりも有名な父との混同を避けるために『チャールズ・ウェスレー・ジュニア』と呼ばれる。彼は生涯結婚することなく、人生の大半を母および姉妹とともに暮らした。
ウェスレーの知名度は弟のサミュエルには遠く及ばない。しかし、彼もサミュエルと同じく幼少期から音楽的才能を現しており、3歳になるより前にオルガン演奏を行っていた。そして、大人になってからはプロの音楽家として活動した。マシューズ（Matthews）は1784年のヨーロピアン・マガジン誌を引用しており、そこには「彼のオルガン演奏はこの上ない喜びをもたらした。」と記されている。しかしながら彼は公開演奏を好まず、主に私的なオルガニストとして演奏を行っていた。彼は18歳の時に始めて女王の宮殿で演奏しており、生涯多くの場面で皇室と繋がりを持っていた。ジョージ4世のために私的に演奏を披露したのも、そのような中の1つである。
彼の作品のうち一握りのものは今日でも演奏されており、近年発見されたヘ短調の鍵盤楽器のためのソナタは2007年2月1日に南メソジスト大学のパーキンス工科学校で初演された。これはチャールズ・ウェスレー生誕300年、チャールズ・ウェスレー・ジュニアの生誕250年の年にメソジストを祝う催しの一環として行われた。